# 國井秀子
國井 秀子 (くにい ひでこ 1947年12月13日 - ) は、日本の実業家。

## 人物
1970年お茶の水女子大学理学部物理学科卒業、1973年同大学院理学研究科物理専攻修士取得。1976年カリフォルニア州立サンノゼ大学電子工学科修士取得。
1982年リコー入社。2005年常務執行役員ソフトウェア研究開発本部長、2008年リコーグループ常務執行役員・リコーソフトウェア取締役会長、2009年理事、産業革新機構 (現:産業革新投資機構) 社外取締役・産業革新委員。
2012年より芝浦工業大学大学院工学マネジメント研究科教授。2013年同学長補佐兼男女共同参画推進室長。
2014年東京電力社外取締役 (指名委員・報酬委員長) 、本田技研工業社外取締役、2015年三菱ケミカルホールディングス社外取締役、2018年芝浦工業大学大学院工学マネジメント研究科客員教授、2019年同客員教授。2022年東京電力ホールディングス取締役。